# Marwa Abdelhady
Marwa Magdy Mohamed Abdelhady  (22 de dezembro de 1997) é uma jogadora de vôlei de praia egípcia.

## Carreira
Em 2017, disputou ao lado de Maia Ahmed a edição do Campeonato Mundial Sub-21 sediado em Nanquim e finalizaram na décima sétima posição. Em 2023, formou dupla com Habiba Mostafa e disputaram o Future de El Alamein e conquistaram a nona posição e ao lado de Doaa Elghobashy conquistou a medalha de ouro nos Jogos Africanos de 2023 em Acra.
Em 2024, juntas, disputaram Future Battipaglia e terminaram na décima terceira colocação, e a nonva posição no Future de  Spiez, qualificaram-se para os Jogos Olímpicos de Verão de 2024.